# Asciugamani elettrico

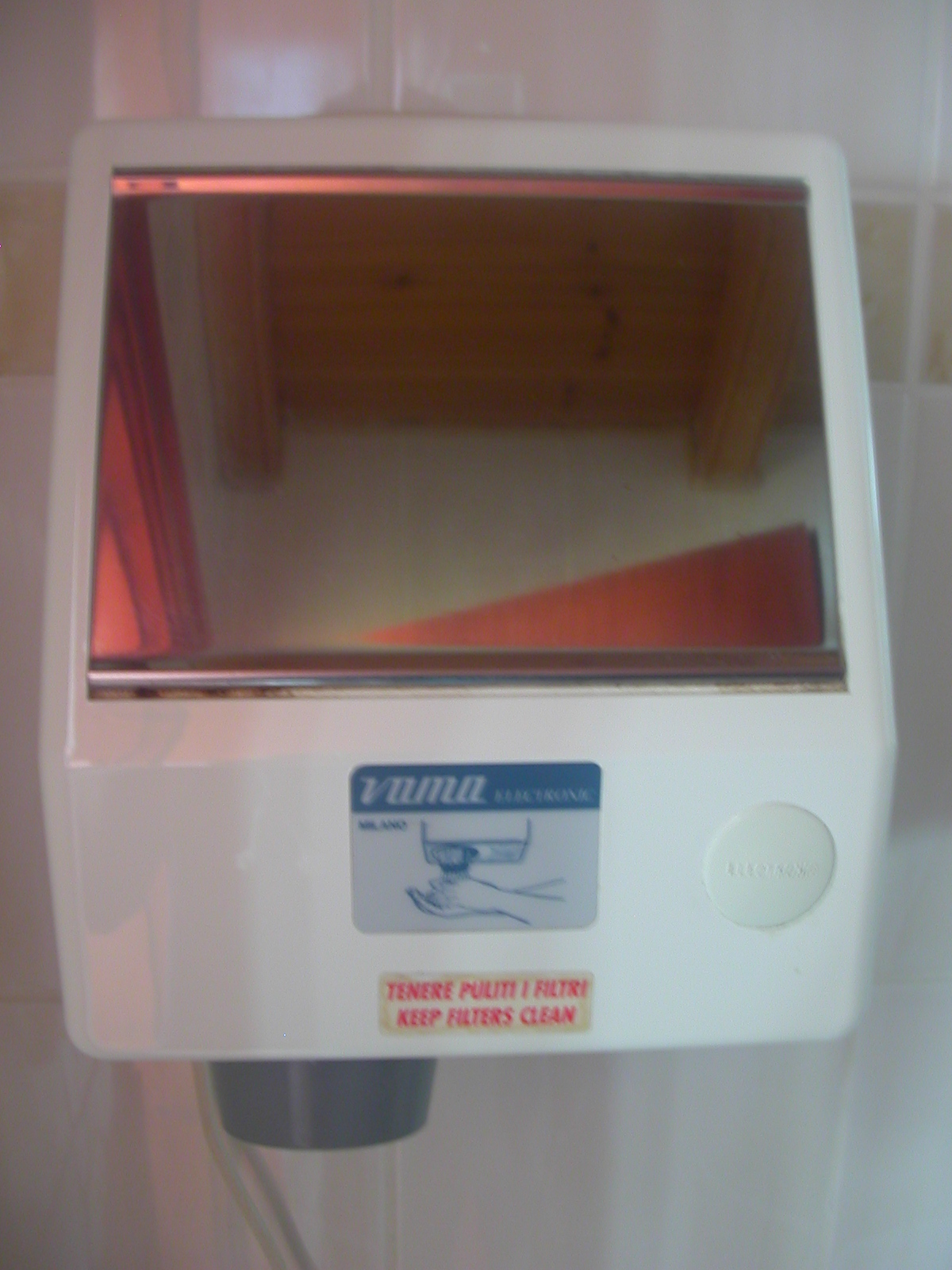
Un comune asciugamani elettrico automatico

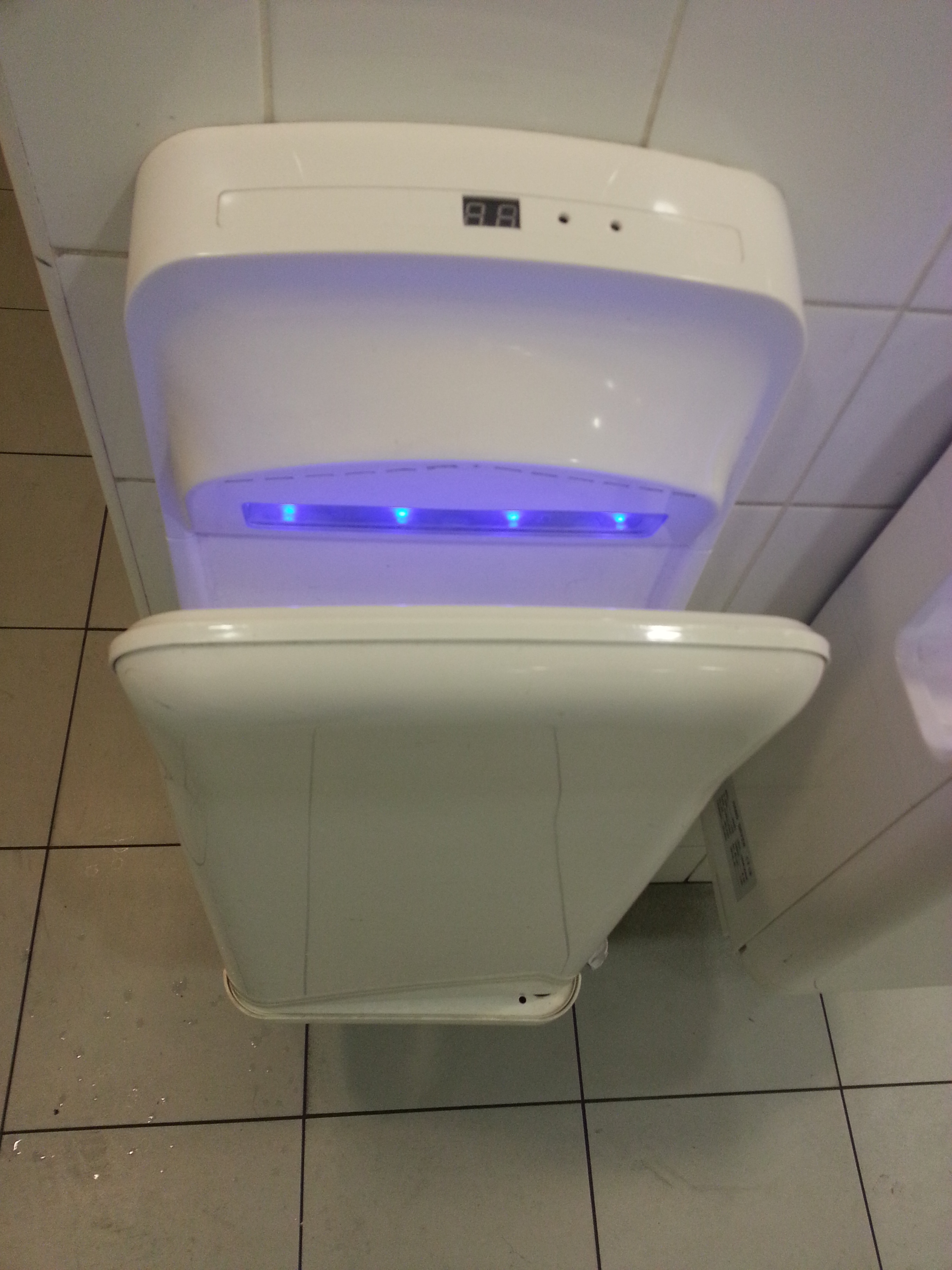
Un asciugamani del tipo a lama d'aria

L'asciugamani elettrico è un dispositivo che serve per asciugare le mani con l'aria calda. È dotato di una ventola che soffia l'aria verso il resistore in modo da produrre aria calda. Gli asciugamani del tipo a lama d'aria invece non hanno resistore, l'aria viene soffiata fuori da una turbina senza essere riscaldata. È normalmente impiegato nei bagni pubblici di bar, ristoranti, musei, alberghi, aeroporti, ecc.

## Descrizione
I modelli più moderni sono muniti di una fotocellula che avverte la presenza delle mani e attiva il dispositivo, erogando l'aria calda per un numero di secondi che variano in base all'apparecchio.
Gli asciugamani elettrici costituiscono la principale alternativa ai classici dispenser di carta per permettere agli utilizzatori dei bagni pubblici di asciugare le mani. Le opinioni circa il livello di igiene dei due prodotti sono ancora divergenti; sebbene una gran parte di asciugamani elettrici consentano di evitare il contatto con il dispositivo, non mancano le critiche relative alla diffusione di germi e microbi causati dall'erogazione dell'aria.

## Tipi di asciugamani

### Manuale
Questo tipo di asciugamani viene azionato premendo un pulsante. In questa versione c'è un trimmer per regolare la durata di accensione: trascorso il tempo impostato sul trimmer, l'apparecchio si ferma automaticamente.

### Automatico
Questo tipo di asciugamani parte automaticamente quando si posizionano le mani vicino alla bocchetta di uscita dell'aria, in corrispondenza della quale vi è un sensore di prossimità. Appena si allontanano le mani, l'asciugamani si spegne.

### A lama d'aria
Questo tipo di asciugamani si basa sull'uso di una turbina, azionata da un sensore di prossimità che rileva l'inserimento delle mani, che genera due flussi d'aria a 640 chilometri orari che spazzano l'acqua via dalle mani, asciugandole completamente in pochi secondi.
È l'unico asciugamani ad avere la certificazione igienica di NSF International. L'aria utilizzata viene filtrata, riducendo del 99,9% la presenza di batteri in essa, e non viene riscaldata, al fine di non favorire la proliferazione batterica e di evitare la disidratazione delle mani. Il tempo di asciugatura è di 10 secondi, mentre i classici asciugamani ad aria calda impiegano fino a 37 secondi. Questo apparecchio inoltre non richiede alcun contatto fisico.

### Asciugamani automatici

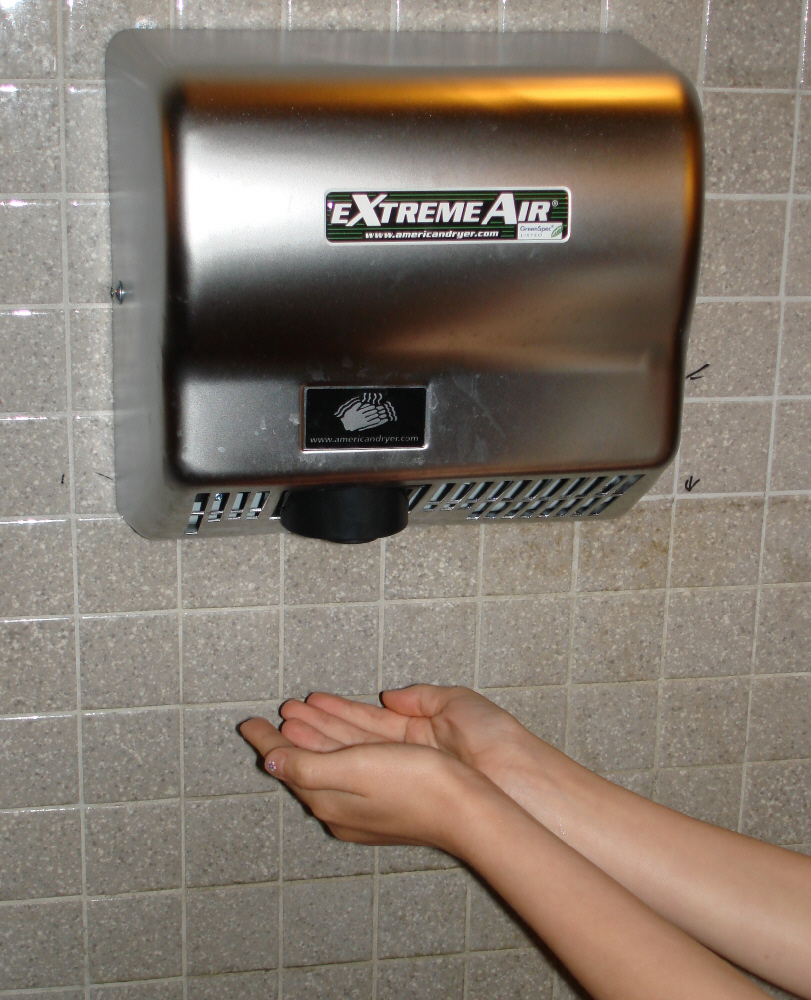
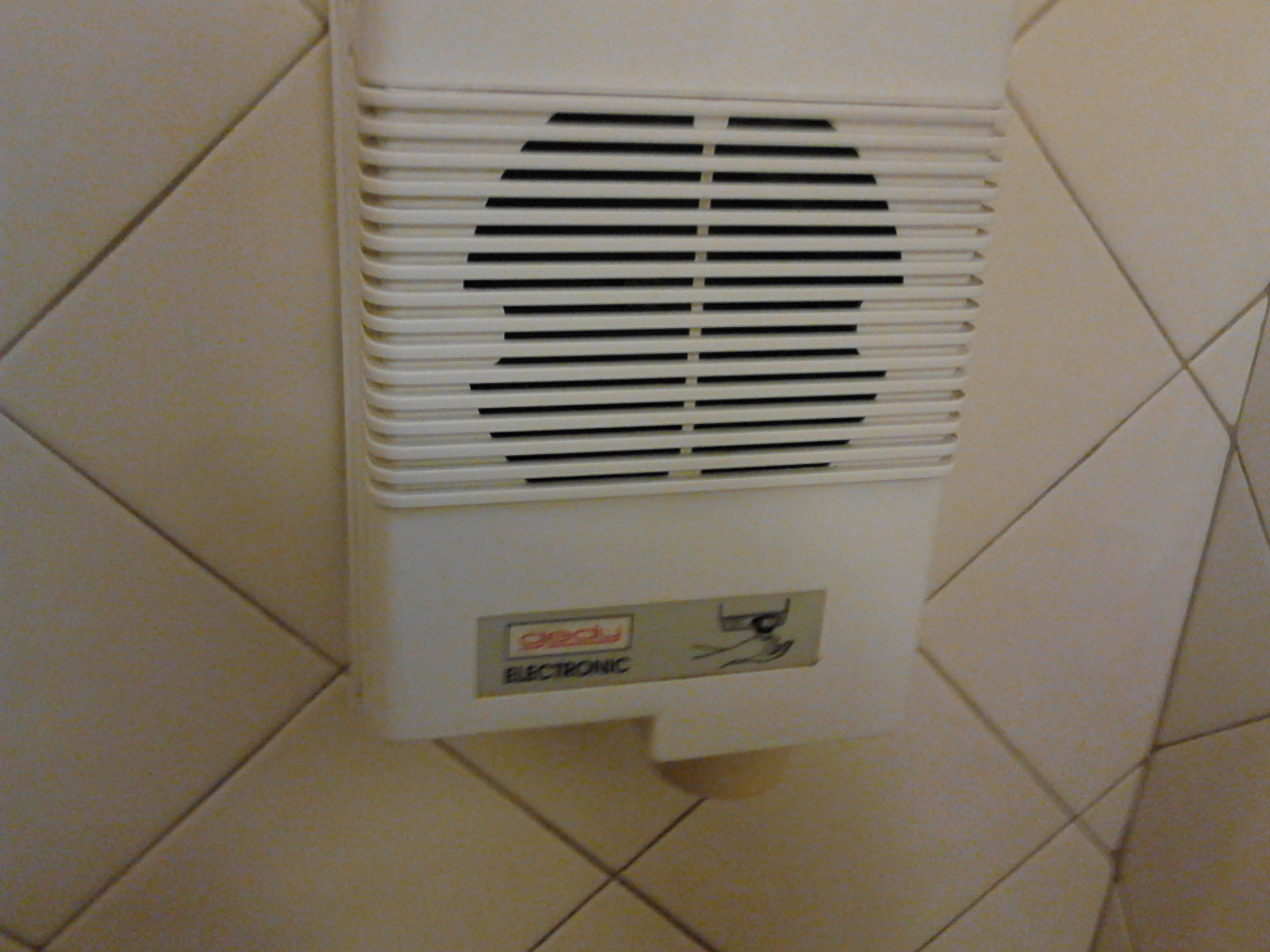
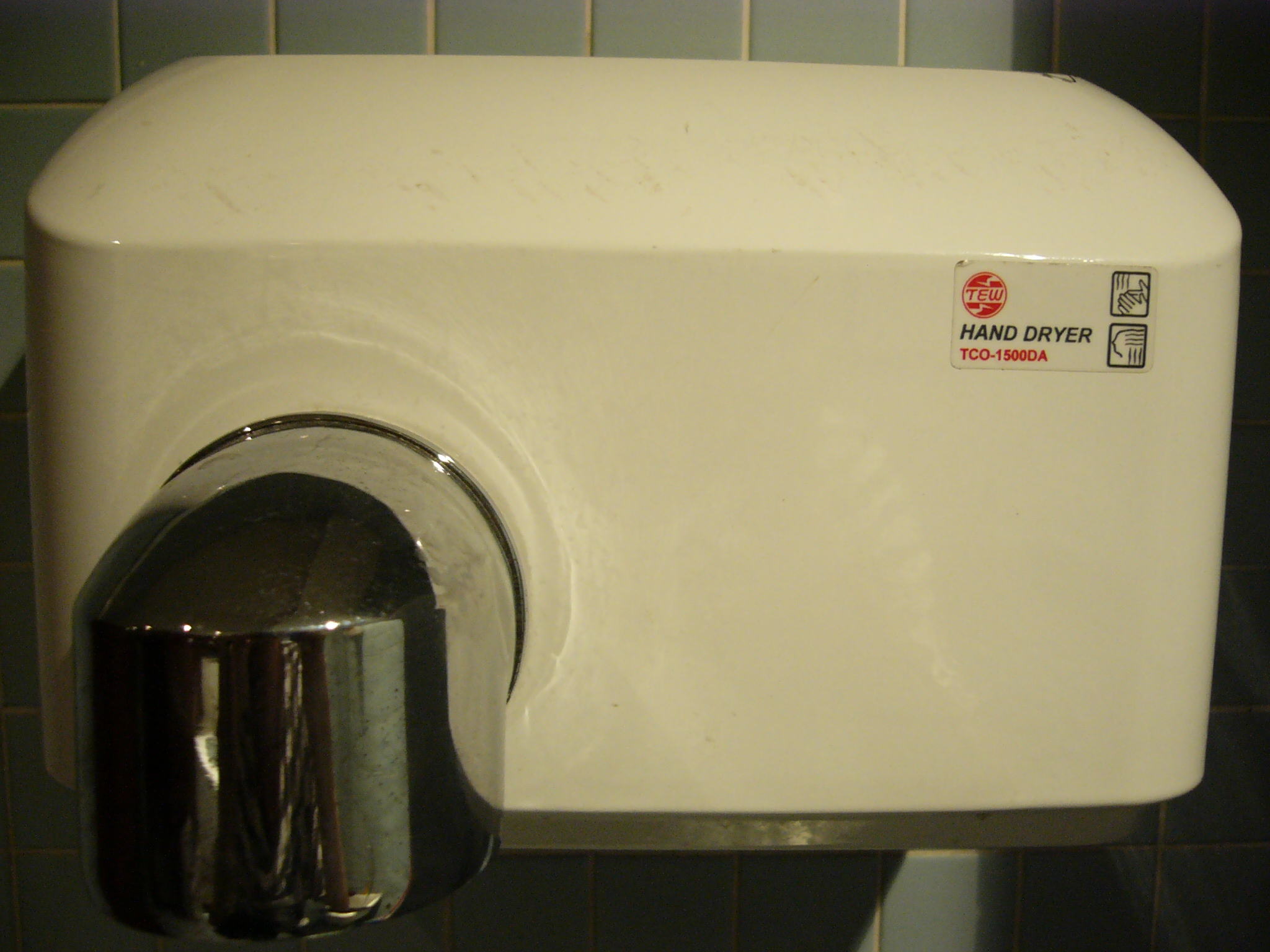
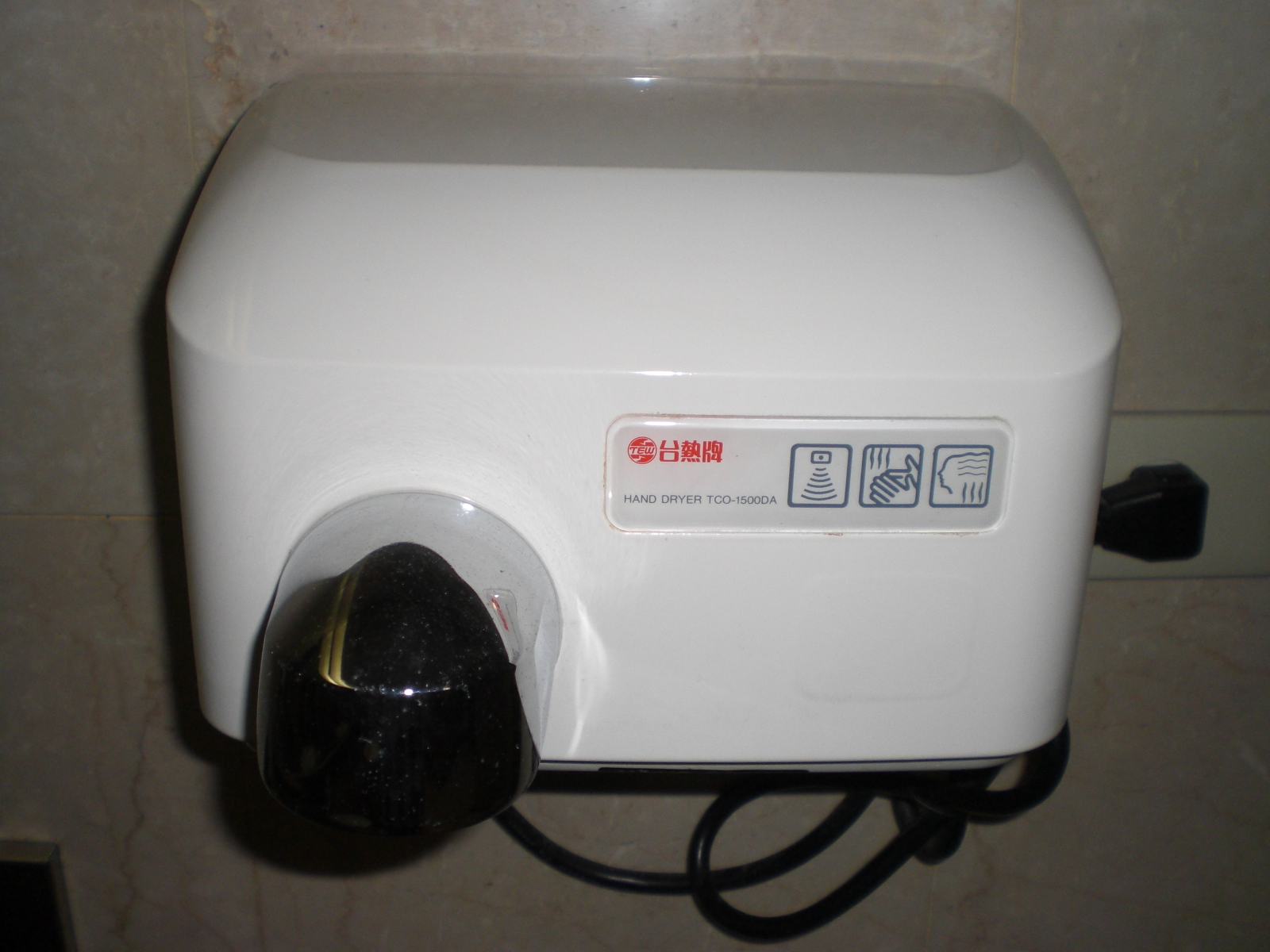
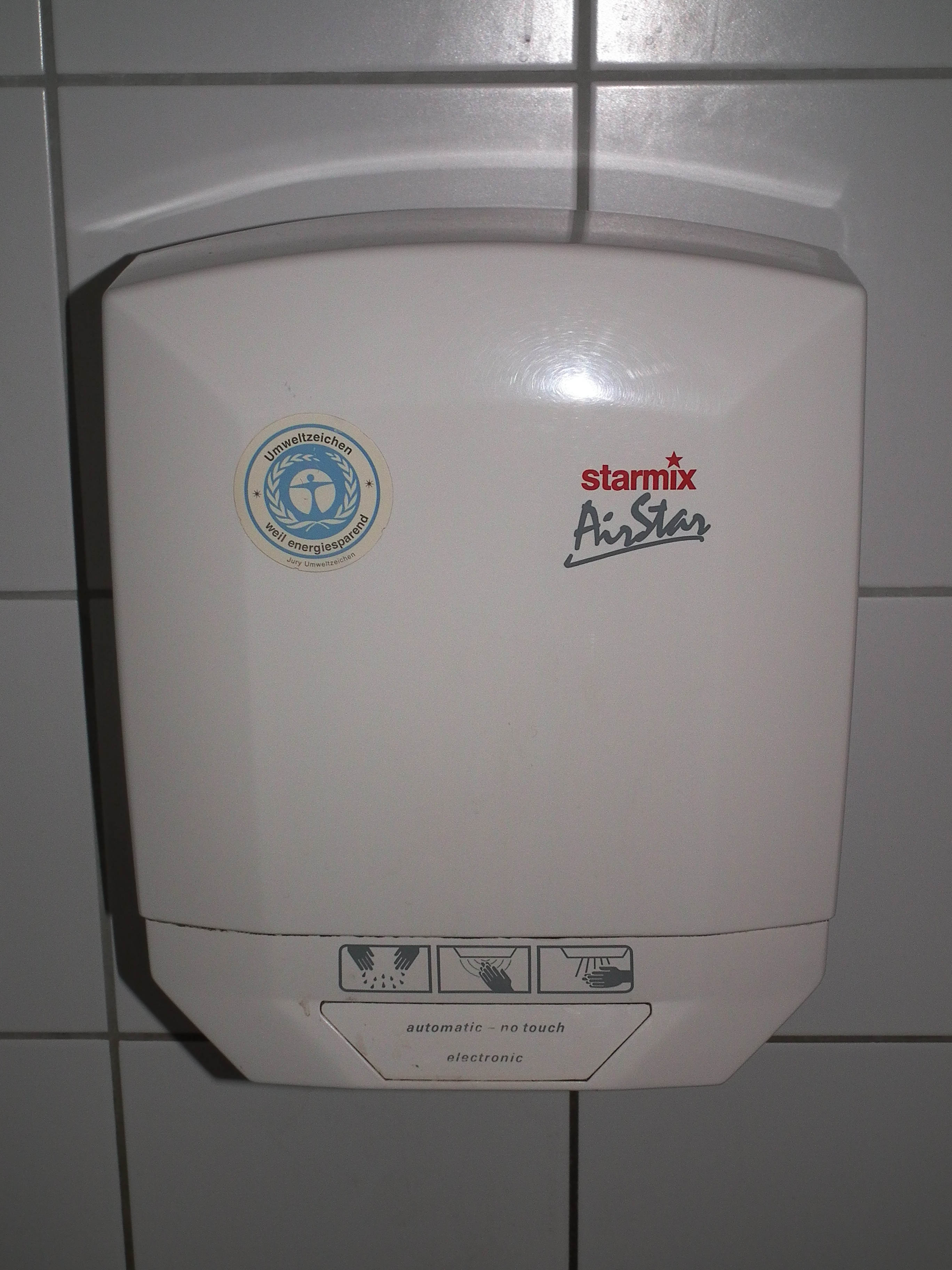
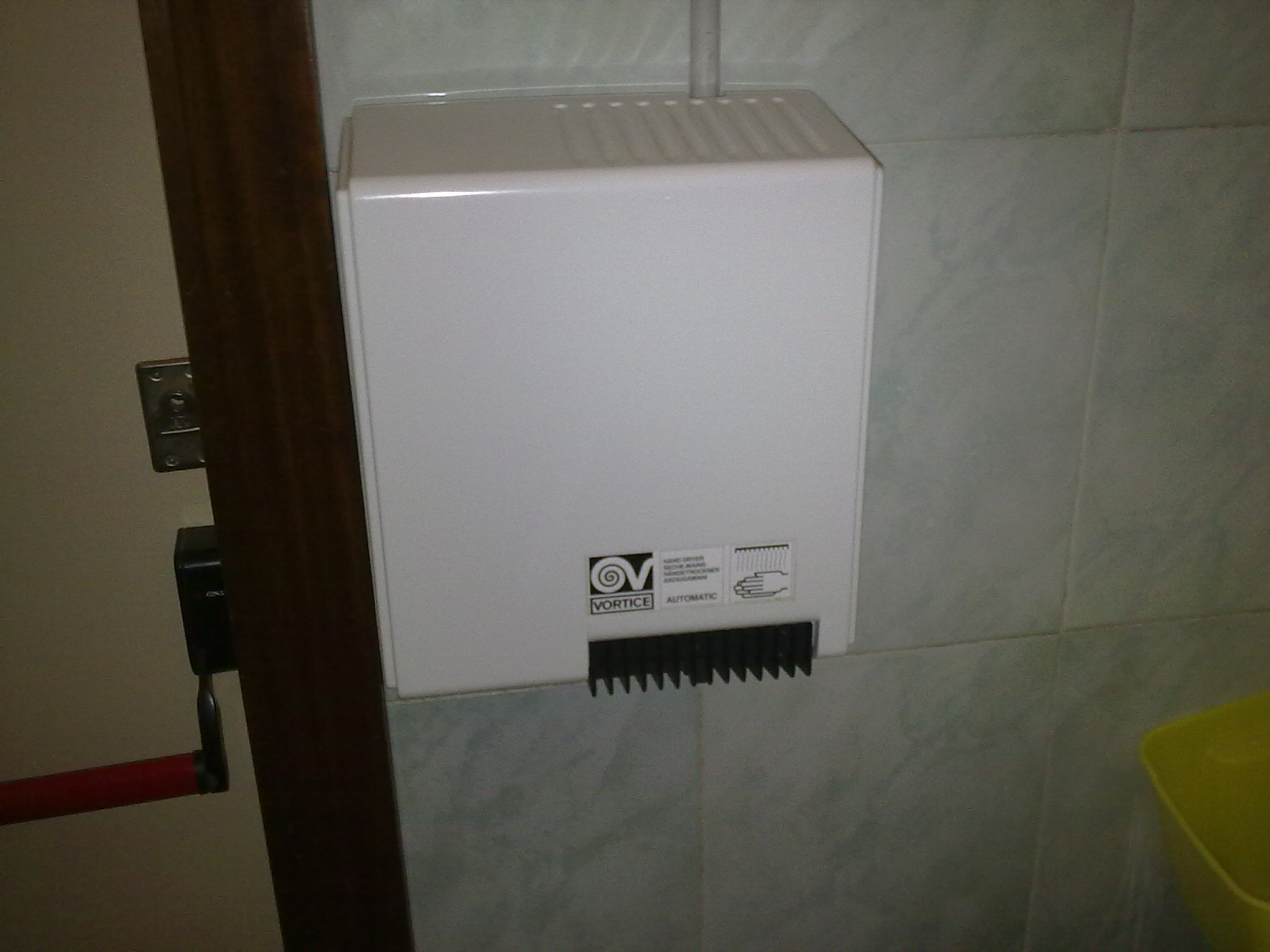

### Asciugamani manuali

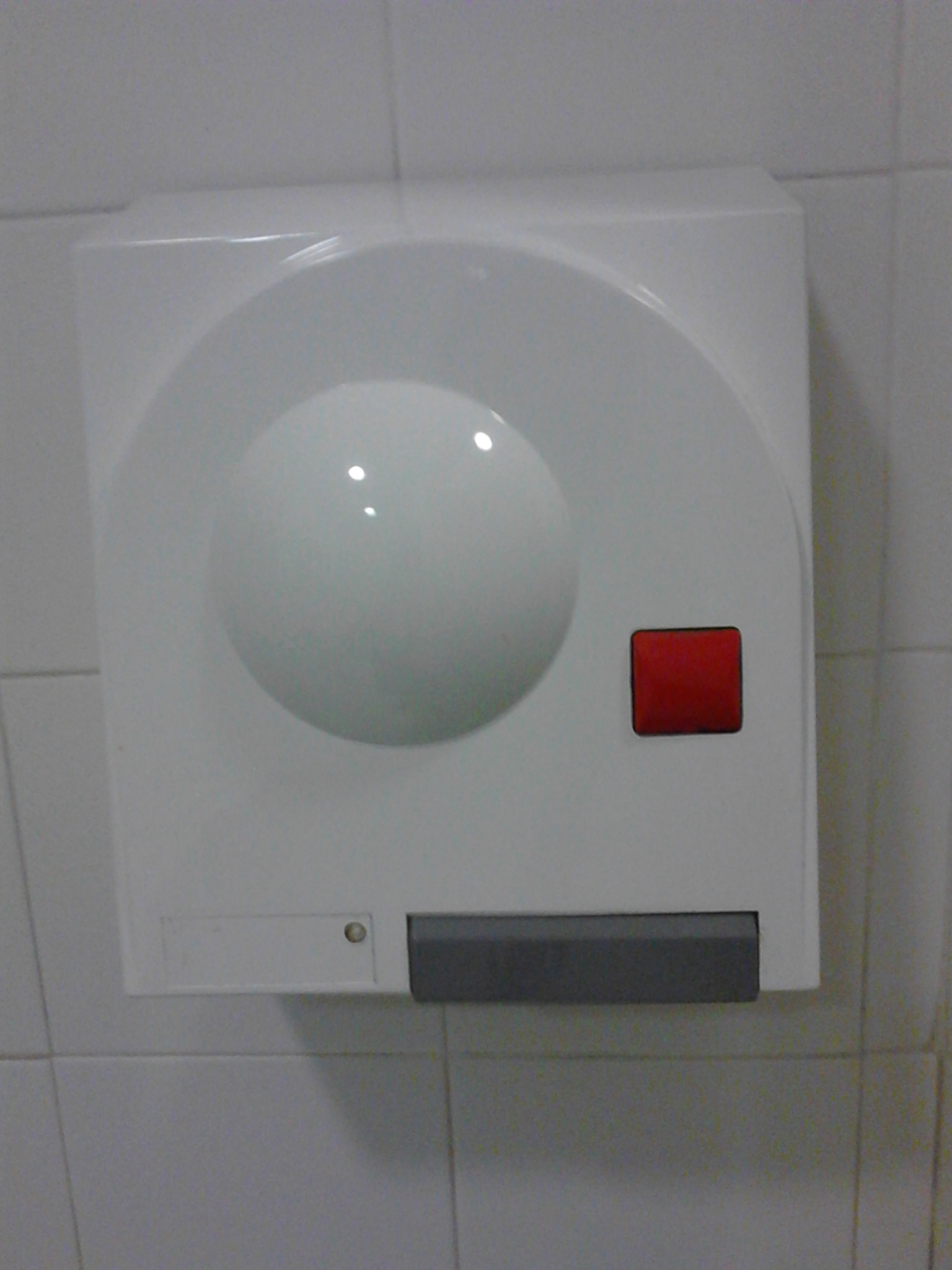
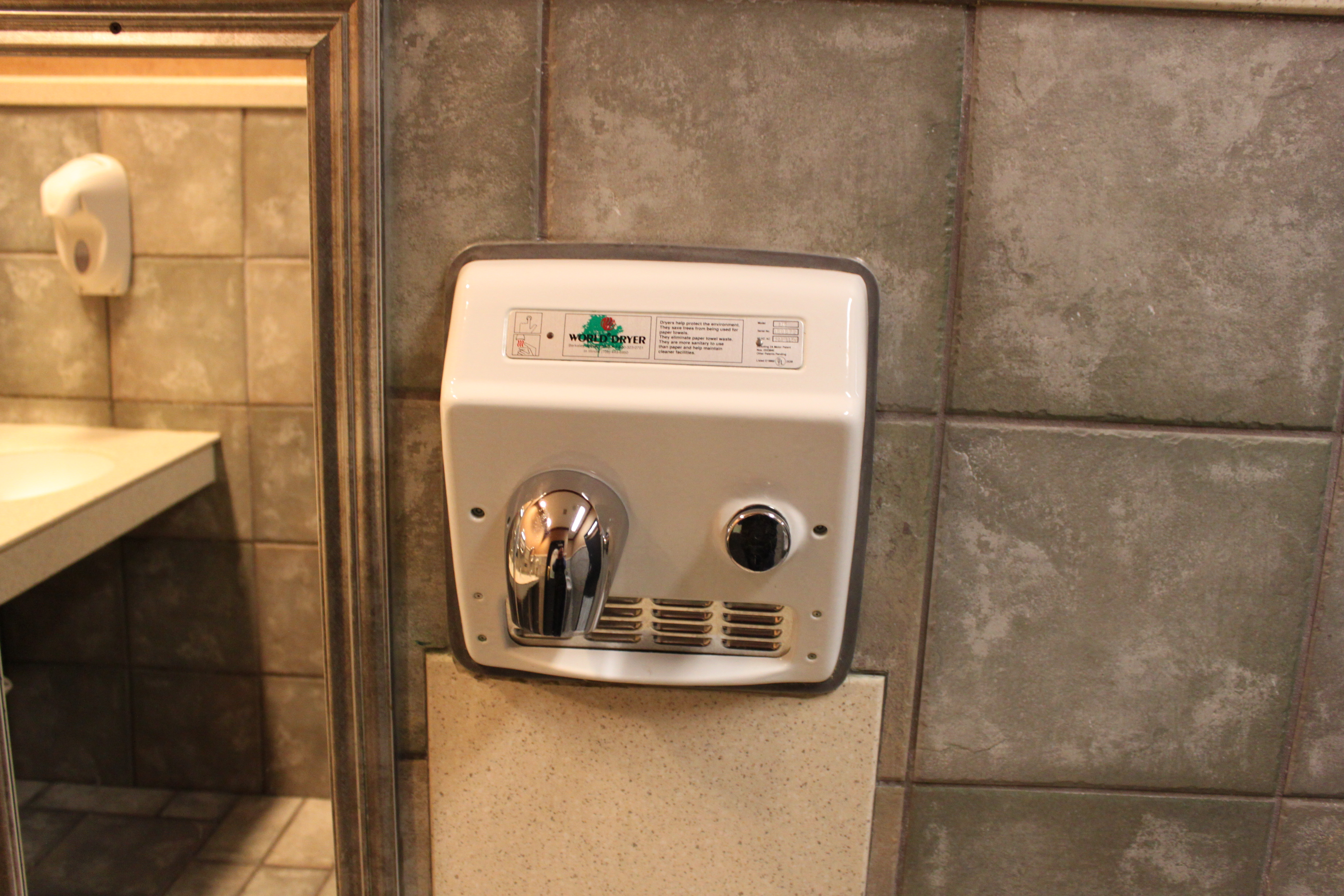
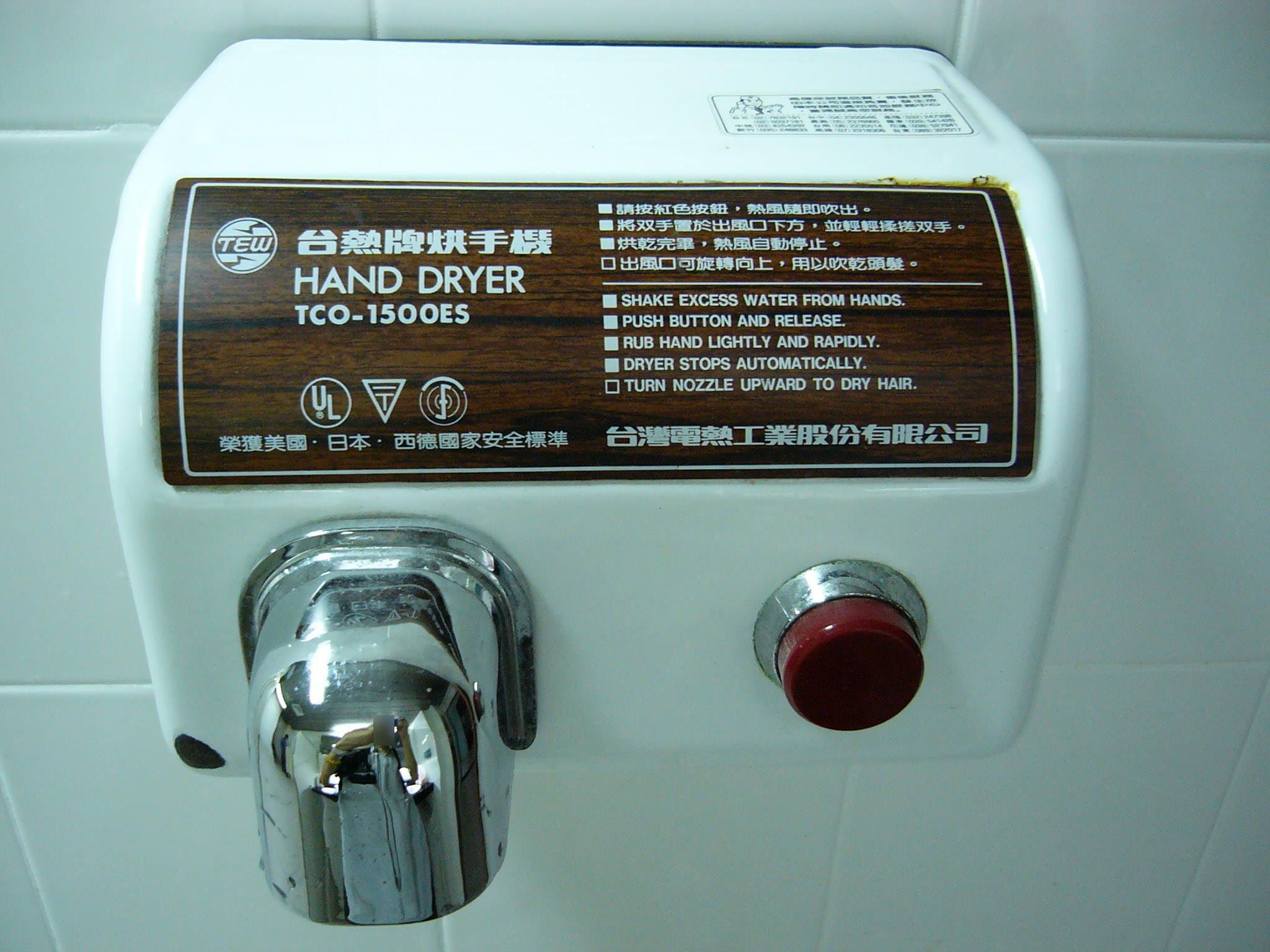
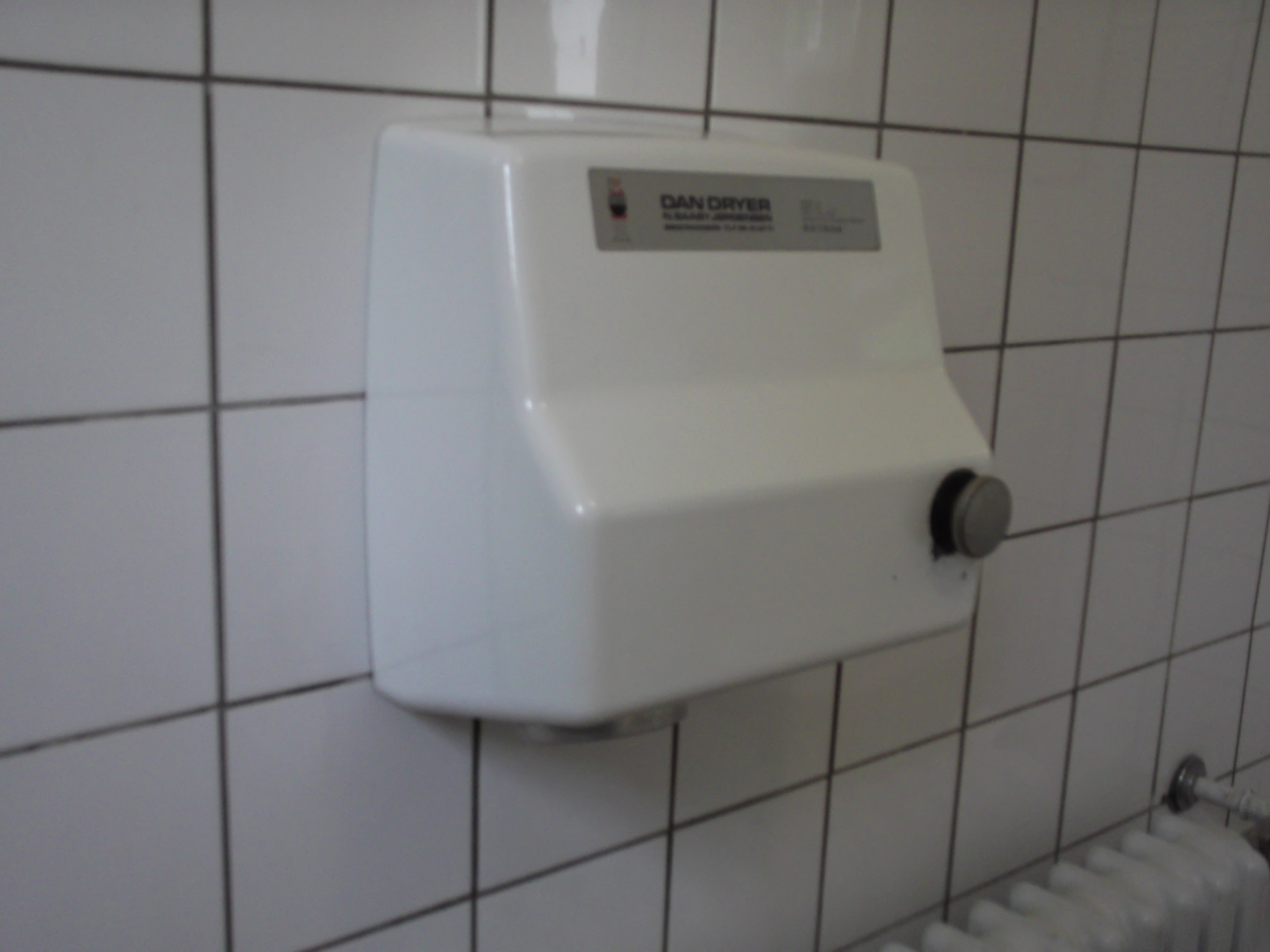
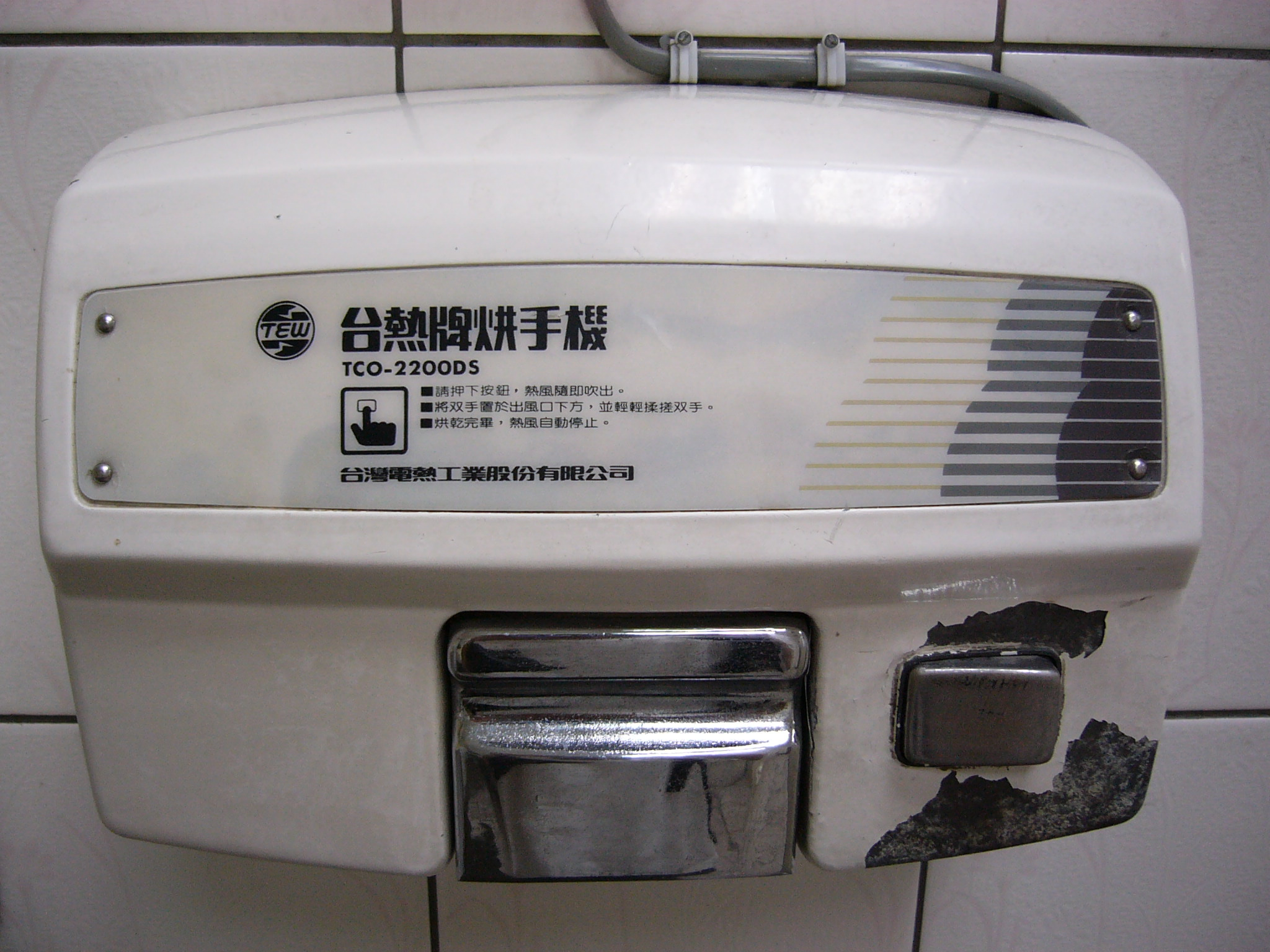
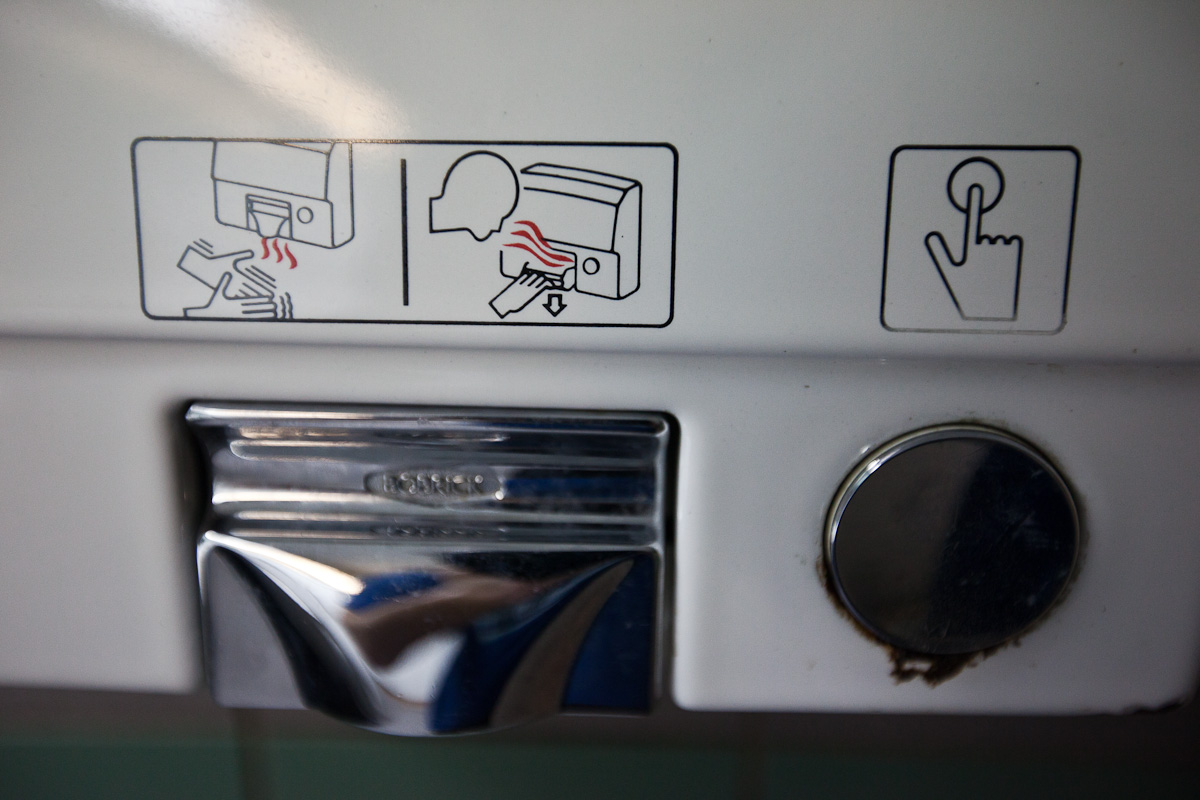

### Asciugamani del tipo A lama d'aria

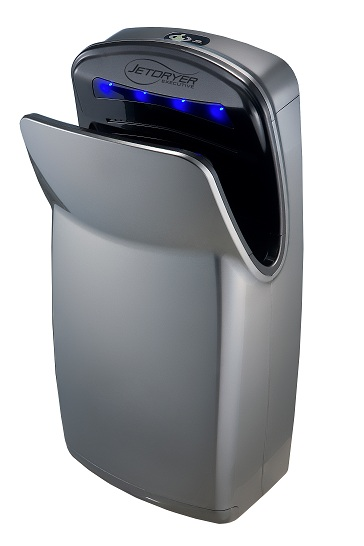
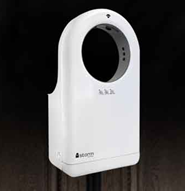
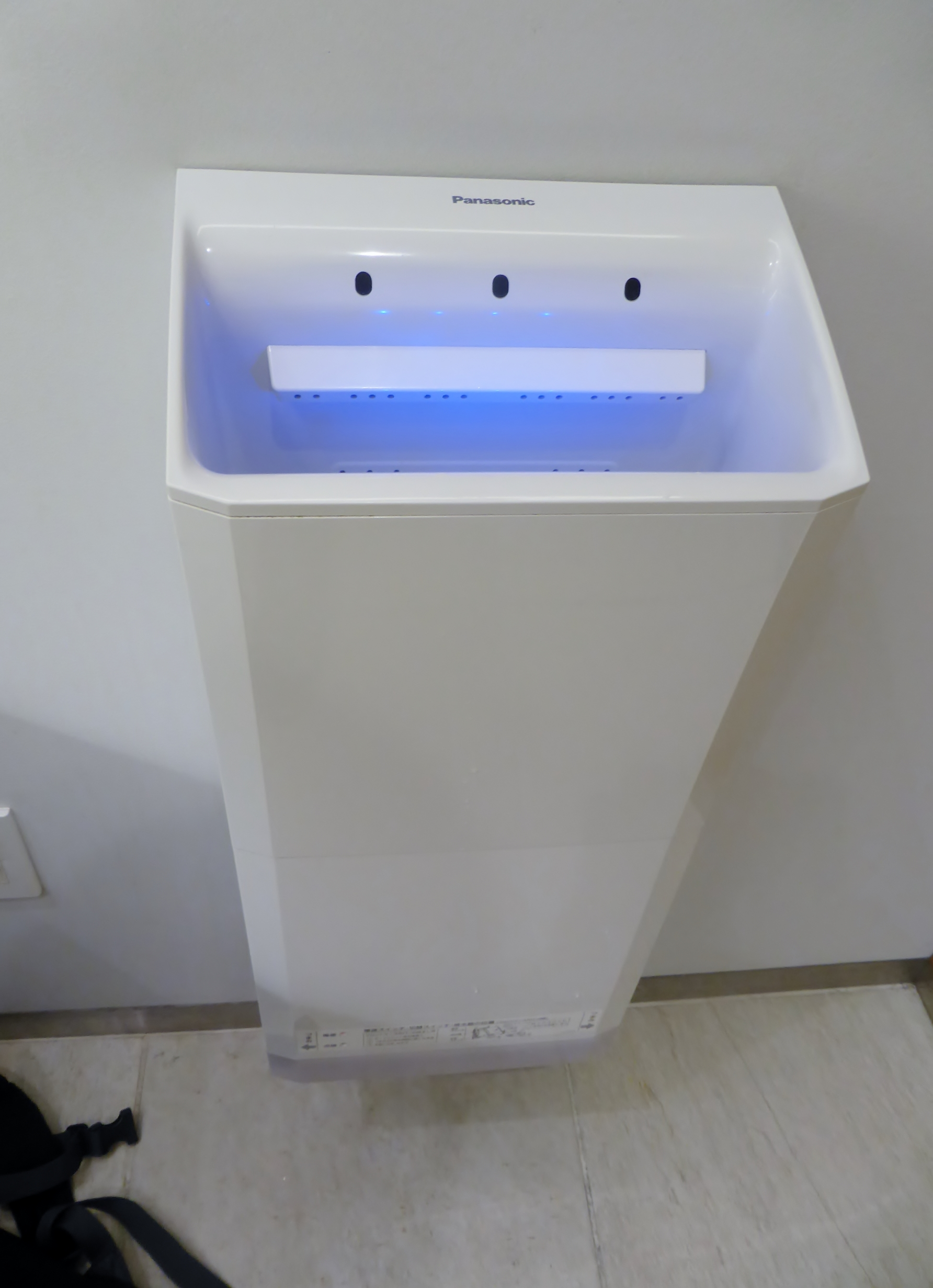
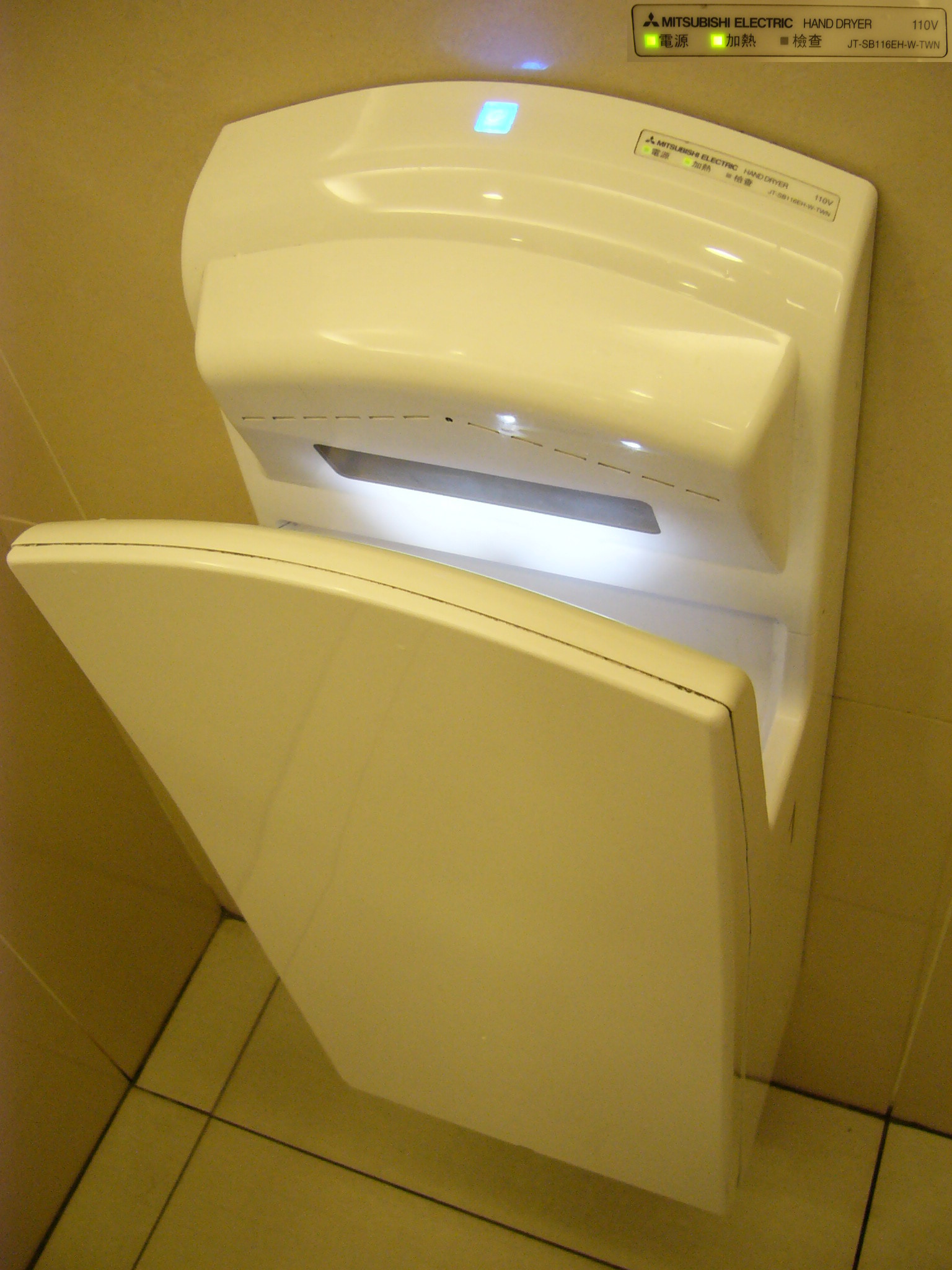